# 기미노오모이에가이타유메 아쓰메루 HEAVEN
《네가 마음속에 그린 꿈을 모은 HEAVEN》(일본어: 君の思い描いた夢 集メル HEAVEN 기미노오모이에가이타유메 아쓰메루 HEAVEN[*])은 GARNET CROW의 18번째 싱글이다. 2005년 5월 18일 GIZA studio에서 발매되었다.
전곡의 작곡은 나카무라 유리, 작사는 아즈키 나나, 편곡은 후루이 히로히토가 맡았다.
곡을 제작하던 도중에 애니메이션〈메르헤븐〉의 타이업이 결정되었기 때문에, 처음과 달리 애니메이션을 의식한 곡이 되었다.
이 싱글에서 처음으로 초회한정반과 통상반을 나누어 발매하였다. 초회한정반과 통상반은 CD자켓이 다르고, 초회한정반의 가사카드 안에는 기간 한정 특설사이트에 입장할 수 있는 ID와 패스워드가 게재되어 있다. 수록곡의 차이는 없다.
GARNET CROW의 싱글곡 중 유일하게 정규 앨범에 수록되어 있지 않은 곡이다.

## 수록곡
1. 네가 마음속에 그린 꿈을 모은 HEAVEN
2. Circle Days
3. 언젠가 다시 만나자 (일본어: いつかまた會いましょう)
4. 네가 마음속에 그린 꿈을 모은 HEAVEN -Instrumental-

## 차트 성적
- 최고순위 9위 (오리콘)